# Megaforce
Megaforce es una película de acción y thriller estadounidense de 1982, dirigida por Hal Needham.

## Argumento
Ace Hunter dirige Megaforce, un comando de élite norteamericano que controla motocicletas (Delta MK 4 Megafighter) y buggies, y viaja por el mundo para luchar contra el mal.

## Reparto
- Barry Bostwick: Ace Hunter
- Michael Beck: Dallas
- Persis Khambatta: Major Zara
- Edward Mulhare: Gen. Edward Byrne-White
- George Furth: Prof. Eggstrum
- Henry Silva: Duke Guerera
- Mike Kulcsar: Ivan
- Ralph Wilcox: Zachary Taylor
- Evan C. Kim: Suki
- Anthony Pena: Sixkiller
- J. Víctor López: Lopez
- Michael Carven: Anton
- Bobby Bass: Conductor de motos
- Samir Kamoun: Aide
- Youssef Merhi: Radio Operador
- Roger Lowe: Chofer
- Robert Fuller: Piloto
- Ray Hill: Comando
- Hal Needham: Técnico

## Trivia
La película se rodó en Las Vegas, Nevada. La película estaba destinada a un éxito comercial ya que disfrutó de una amplia campaña publicitaria y muchos otros productos relacionados (incluyendo un videojuego para el Atari 2600). Sin embargo, fue un fracaso en la taquilla.